# Tachiramastax trifida
Tachiramastax trifida är en insektsart som först beskrevs av Rehn, J.A.G. och J.W.H. Rehn 1942.  Tachiramastax trifida ingår i släktet Tachiramastax och familjen Eumastacidae. Inga underarter finns listade i Catalogue of Life.